# Olympische Jugend-Sommerspiele 2014/Teilnehmer (Sambia)
| Gelbes Symbol für Goldmedaillen mit stilisierten Olympischen Ringen | Graues Symbol für Silbermedaillen mit stilisierten Olympischen Ringen | Braundes Symbol für Bronzemedaillen mit stilisierten Olympischen Ringen |
| ------------------------------------------------------------------- | --------------------------------------------------------------------- | ----------------------------------------------------------------------- |
| 1                                                                   | —                                                                     | —                                                                       |

Die Jugend-Olympiamannschaft aus Sambia für die II. Olympischen Jugend-Sommerspiele vom 16. bis 28. August 2014 in Nanjing (Volksrepublik China) bestand aus 24 Athleten.

## Athleten nach Sportarten

### Hockey
| Mädchen - 9. Platz - Catherine Kalomo - Eniless Mambwe - Loveness Mudenda - Margret Munthali - Angel Muswema - Esther Mwale - Carol Nakombe - Martha Nankala - Comfort Phiri | Jungen - 7. Platz - Lombe Bwalya - Shadrick Katele - Blessing Lowole - Richard Lungu - Alfred Chola Mpande - Victor Mwansa - Brighton Siwale - Samuel Tagwireyi - Samson Tembo |

### Judo
Mädchen
- Nokutula Banda
Klasse bis 63 kg: 9. Platz
Mixed: 5. Platz (im Team Van de Walle)

### Leichtathletik
| Mädchen - Deophister Abigail Chongo 200 m: 14. Platz 8 × 100 m Mixed: 11. Platz | Jungen - Sydney Siame 100 m: Gold 8 × 100 m Mixed: Silber - Brian Kasinda 200 m: 5. Platz 8 × 100 m Mixed: 62. Platz - Godfery Chama 800 m: 7. Platz 8 × 100 m Mixed: 52. Platz |

### Schwimmen
Jungen
- Ralph Goveia
50 m Schmetterling: 22. Platz
100 m Schmetterling: 18. Platz